# Hans Walter Krumwiede
Hans-Walter Krumwiede (* 13. Juli 1921 in Hannover; † 1. Juni 2007 in Göttingen) war Professor für Neuere Kirchengeschichte an der Universität Göttingen, wo er maßgeblichen Anteil am Aufbau der Abteilung für Niedersächsische Kirchengeschichte hatte.

## Leben
Hans-Walter Krumwiede wurde als Sohn eines Architekten geboren. Er wuchs in einem pietistisch geprägten Elternhaus (Landeskirchliche Gemeinschaft) in Hannover auf. Nach 1933 verlief sein vom Staat geleiteter Weg vom christlichen Pfadfinder zum Jungvolkführer in der Hitler-Jugend. 
Nach dem Abitur wurde er 1940 sofort zum Wehrdienst einberufen. Er erhielt jedoch bald eine schwere Verwundung, deren Folgen ihn zeitlebens zeichneten. Nach über einem Jahr in Lazaretten konnte er deshalb schon 1942 das Studium der Geschichte, Germanistik, Philosophie und Allgemeinen Religionswissenschaft an der Universität München beginnen.
Adolf Hitler-Schule und „Weiße Rose“ wurden für den jungen Krumwiede zu prägenden Erfahrungen während der NS-Zeit. Außerdem führte die christliche Erziehung im Elternhaus ihn zur Auseinandersetzung mit dem totalitären, rassistischen Staat und dem Ringen um die Gewissheit des rechten Glaubens.
1945 setzte er in Göttingen das Studium fort. Hier wurde er 1949 an der Philosophischen Fakultät zum Dr. phil. promoviert. Seine Dissertation mit dem Titel Glaube und Geschichte in der Theologie Luthers. Zur Entstehung des geschichtlichen Denkens in Deutschland (erschienen 1952) wurde von Reinhard Wittram begleitet. Weitere Lehrer in Göttingen waren Hermann Heimpel und Hermann Dörries. Bei der Vorbereitung zu der Arbeit zu Luthers Geschichtsverständnis kam er in Kontakt zur Theologischen Fakultät, wo Hans Joachim Iwand ihn für die reformatorische Theologie sensibilisierte. Krumwiede studierte nun noch Theologie und promovierte 1955 mit einer Untersuchung zur Frühgeschichte des 955 gegründeten Klosters Fischbeck; noch im gleichen Jahr habilitierte er sich an der theologischen Fakultät für das Fachgebiet Niedersächsische Kirchengeschichte. 1957 wurde er Dozent, 1961 apl. Professor und später in eine Professur für Niedersächsische Kirchengeschichte übernommen. Bis zum Eintritt in den Ruhestand blieb er der theologischen Fakultät der Universität Göttingen treu.

## Wirkungsgeschichte
Das Hauptaugenmerk der wissenschaftlichen Arbeit Hans-Walter Krumwiedes galt der Niedersächsischen Kirchengeschichte. Seit 1951 war er Mitglied des Beirates der Gesellschaft für Niedersächsischen Kirchengeschichte, von 1963 bis 1988 gab er deren Jahrbuch heraus und von 1964 bis 1990 stand er als stellvertretender Vorsitzender mit an der Spitze der Gesellschaft. 
Die Ergebnisse seiner langjährigen Lehrtätigkeit konnte er in der 1995/96 publizierten zweibändigen Kirchengeschichte Niedersachsens zusammenfassen. Darüber hinaus reichte sein Interesse von Fragen der reformatorischen Kirchenordnungen über die Bemühungen zur Wiedervereinigung der Kirchen im 17. Jahrhundert bis zu den Auseinandersetzungen im Kirchenkampf des 20. Jahrhunderts.
Mit seiner Jugend während der Ära des Nationalsozialismus und seiner Prägung durch Familie, Umwelt und Zeitgeist hat sich Krumwiede bis ins hohe Alter beschäftigt. Seine Erinnerungen daran veröffentlichte er noch kurz vor seinem Tode mit dem Untertitel "Zwischen Christus-Kreuz und Hakenkreuz". Seine Erfahrungen mit der nationalsozialistischen Herrschaft ließen ihn bereits in seiner Dissertation nach der Bedeutung der individuellen Existenz fragen.
Auf die Frage, wie ethisch verlässliches Handeln möglich ist, fand Krumwiede eine Antwort im „reformatorischen Personalismus“, der durch Luthers Rechtfertigungslehre begründet wurde. Krumwiede fand diesen Personalismus bei Dietrich Bonhoeffer wieder. Aus Anlass des Luther-Gedenkjahres (1983) schrieb er zum allgemeinen Verständnis deshalb Glaubenszuversicht und Weltgestaltung bei Martin Luther mit einem Ausblick auf Dietrich Bonhoeffer.
Schwerpunkte seiner kirchengeschichtlichen Forschung waren neuzeitliche Themen, unter denen das Verhältnis von Staat und Kirche in der Reformation, die soziale Frage im 19. Jahrhundert, der Kirchenkampf, die wechselvolle Beziehung von Christen und Juden in Deutschland, die Vertreibung aus den Ostgebieten sowie die deutsch-polnische Versöhnung besondere Bedeutung erlangten.

## Schriften (Auswahl)
- Glaube und Geschichte in der Theologie Luthers. Untersuchung zum Entstehen des geschichtlichen Denkens in Deutschland.  Evangelische Verlagsanstalt, Berlin 1952.
- Das Stift Fischbeck an der Weser. Untersuchungen zur Frühgeschichte 955–1158 (= Studien zur Kirchengeschichte Niedersachsens 9). Vandenhoeck & Ruprecht, Göttingen 1955.
- Zur Entstehung des landesherrlichen Kirchenregimentes in Kursachsen und Braunschweig-Wolfenbüttel. Vandenhoeck & Ruprecht, Göttingen 1967.
- Zum politischen Weg der Deutschen. Vorträge und Aufsätze 1964–1969. Lutherhaus, Hannover 1969.
- Geschichte des Christentums. Neuzeit: 17. bis 20. Jahrhundert. Kohlhammer, Stuttgart 1977; 21987.
- mit Martin Greschat, Manfred Jacobs, Heiko Augustinus Oberman, Adolf Martin Ritter (Hrsg.): Kirchen- und Theologiegeschichte in Quellen. Neukirchener Verlag, Neukirchen-Vluyn 1979/80 (und weitere Ausgaben).
- Glaubenszuversicht und Weltgestaltung bei Martin Luther. Mit einem Ausblick auf Dietrich Bonhoeffer. Vandenhoeck & Ruprecht, Göttingen 1983.
- Die Bedeutung und Verantwortung der Vertriebenen von der Charta 1950 über die „Ostdenkschrift“ und die Synode „Vertreibung und Versöhnung“ 1965/66 bis zur Gegenwart. hg. vom Ostkirchenausschuß der EKD, WBV, Bamberg 1994.
- Kirchengeschichte Niedersachsens. Vandenhoeck & Ruprecht, Göttingen 1995/96 (Einbändige Neuausgabe 2001).
- Eine Jugend unter Hitler – Zwischen Christus-Kreuz und Hakenkreuz. BOD, Norderstedt 2007.